# St. John’s Church (Territet)

Die Kirche auf einer Aufnahme von ca. 1895

Die St. John’s Anglican Church oder St. John’s Church, L’Église Anglicane de Montreux (deutsch St. John, Anglikanische Kirche von Montreux) ist eine anglikanische Kirche in Montreux-Territet, Schweiz. Sie steht an der Avenue de Chillon zwischen den Stationen von Eisen- und Standseilbahn. Gottesdienste werden seit 1877 in englischer Sprache abgehalten. Sie gehört zur Archdeaconry Switzerland in der Diocese in Europe der Church of England.

## Geschichte
Die ersten englischen Gottesdienste fanden 1555 in der reformierten Kirche L’Auditoire in Genf statt. Nach anglikanischem Ritus wurden sie in dieser Stadt erstmals 1685 abgehalten. Mit dem Aufkommen des Tourismus im 19. Jahrhundert wuchs der Wunsch der englischen Gäste, eine eigene Kirche in Territet zu haben. Von 1875 bis 1877 wurde die Kirche vermutlich nach Plänen des Architekten Georges Frederick Bodley errichtet. Richard Popplewell Pullan sowie Reginald Blomfield erweiterten dieses Gotteshaus bis 1897 in acht weiteren Bauabschnitten. Nach 1882 wurde der Chorraum 1928 ein zweites Mal vergrössert. Marcel Dupré gab 1924 ein Konzert auf der Orgel, diese stammte von Bishop & Son in London und wurde um 1900 von den Orgelbauern Goll in Luzern umgebaut.
Renovationen fanden von 1996 bis 2010 in vier Abschnitten stand. Der fünfte Abschnitt wurde 2019 begonnen, die Arbeiten dauerten im November 2022 noch an.

## Architektur und Denkmalschutz
St. John’s wurde im Stil der englischen Dorfkirchen errichtet. Das Gebäude ist seit 2002 im Schweizerischen Inventar der Kulturgüter von regionaler Bedeutung (Kategorie B) eingetragen.